# دونگا گورونیتسا
دونگا گورونیتسا (به صربی: Donja Gorevnica) یک منطقهٔ مسکونی در صربستان است که در چاچاک واقع شده‌است. دونگا گورونیتسا ۱۰٫۳۵ کیلومتر مربع مساحت و ۸۷۷ نفر جمعیت دارد و ۲۰۷ متر بالاتر از سطح دریا واقع شده‌است.